# Cornus alternifolia
El cornejo de hojas alternas (Cornus alternifolia) es una especie del género Cornus nativa del este de Norteamérica, Manitoba y Minnesota, y sur a norte de Florida y Misisipi. 

## Descripción
Es un árbol caducifolio pequeño, que crece hasta 8 a 10 m (raramente) de altura, con un tronco de hasta 15 cm de diámetro. Sus hojas son de elípticas a ovadas y llegan a 4 a 12 cm de longitud y 2 a 6 cm de ancho; están dispuestas de manera alterna, no opuestas. La punta de las hojas es glabra y verde intenso, mientras su base es velluda y de color azulado. Su corteza es gris a parda. Se descama con la edad. Flores en inflorescencias de 4 a 6 cm, cada flor con cuatro pétalos pequeños. Fruto similar a los arándanos azules, de color azul negruzco, de 8 a 10 mm.

## Sinonimia
- Swida alternifolia (L.f.) Small, Fl. S.E. U.S.: 853 (1903).
- Bothrocaryum alternifolium (L.f.) Pojark., Bot. Mater. Gerb. Bot. Inst. Komarova Akad. Nauk S.S.S.R. 12: 170 (1950).
- Cornus alterna Marshall, Arbust. Amer.: 35 (1785).
- Cornus plicata Tausch, Flora 21: 733 (1838).
- Cornus punctata Raf., Alsogr. Amer.: 62 (1838).
- Cornus riparia Raf., Alsogr. Amer.: 62 (1838).
- Cornus riparia var. rugosa Raf., Alsogr. Amer.: 62 (1838).
- Cornus rotundifolia Raf., Alsogr. Amer.: 62 (1838).
- Cornus undulata Raf., Alsogr. Amer.: 61 (1838).[1]